# Ernst von Forstner

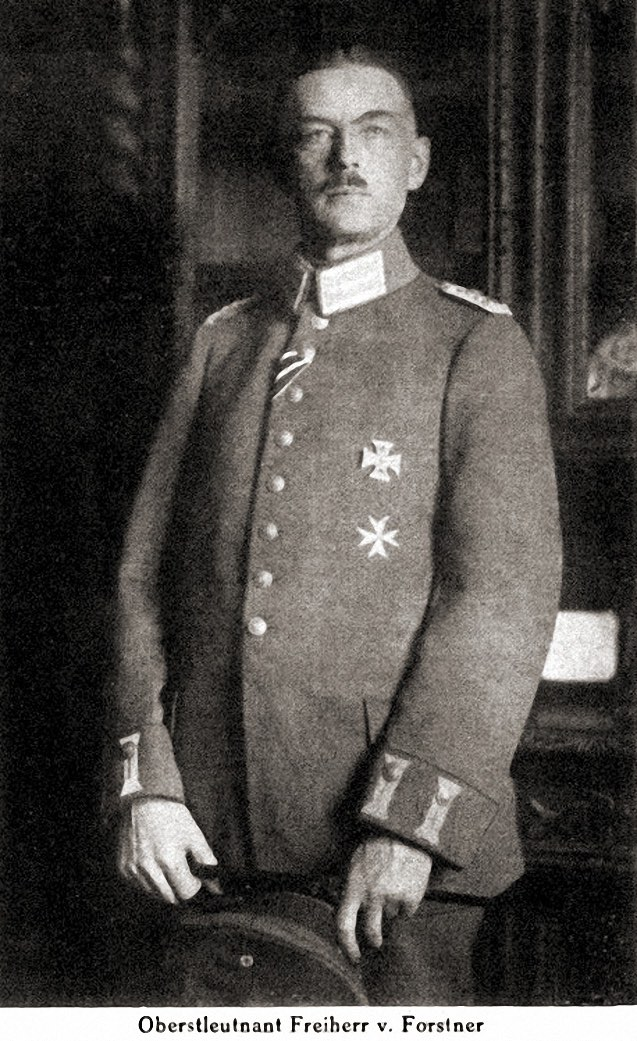
Ernst von Forstner

Ernst Freiherr von Forstner (* 31. Oktober 1869 in Graudenz; † 22. Dezember 1950 in Hannover) war ein deutscher General der Infanterie.

## Leben

### Herkunft
Er war der Sohn des preußischen Oberst Paul Freiherr von Forstner (1830–1889) und dessen Ehefrau Wanda, geborene Gräfin von Itzenplitz (1834–1908).

### Militärkarriere
Von 1876 bis 1882 besuchte Forstner das Gymnasium Georgianum in Lingen, anschließend das Gymnasium in Potsdam. Anschließend absolvierte er das Kadettenkorps, wurde am 5. Februar 1889 als Portepeefähnrich dem 2. Garde-Regiment zu Fuß der Preußischen Armee in Berlin überwiesen und am 16. Januar 1890 zum Sekondeleutnant befördert. Vom 1. Oktober 1893 bis 30. September 1896 fungierte er dort als Bataillonsadjutant, wurde in der Zwischenzeit am 30. Mai 1896 Premierleutnant und als solcher anschließend bis 22. Juli 1899 an die Kriegsakademie kommandiert. Anschließend folgte eine kurzzeitige Kommandierung bis 30. September 1899 zur II. Matrosen-Artillerie-Abteilung, bevor er wieder Dienst in seinem Regiment versah. Für zwei Jahre kommandierte man Forstner ab 1. April 1900 zum Großen Generalstab. Zeitgleich mit der Beförderung zum Hauptmann am 12. September 1902 wurde er Kompaniechef in seinem Stammregiment. Ab 27. Januar 1907 war er als Lehrer an der Kriegsschule Hannover tätig. Es folgte am 22. März 1912 die Versetzung zum Stab des 1. Badischen Leib-Grenadier-Regiments Nr. 109 nach Karlsruhe und die Beförderung zum Major. Am 4. April 1913 ernannte man Forstner dort zum Bataillonskommandeur.
Mit Ausbruch des Ersten Weltkriegs und der Mobilmachung kam Forstner mit dem Regiment an der Westfront zum Einsatz. Dort erhielt er dann am 22. Dezember 1914 das Kommando über das 4. Badische Infanterie-Regiment „Prinz Wilhelm“ Nr. 112 sowie am 25. Januar 1915 die Ernennung zum Kommandeur des 1. Badischen Leib-Grenadier-Regiment Nr. 109. Hier verblieb er über das Kriegsende hinaus und fungierte ab 1. Oktober 1919 als Vorstand des Abwicklungsamtes des XIV. Armee-Korps.
Forstner wurde dann in die Vorläufige Reichswehr übernommen, am 26. Januar 1920 zunächst zum Stab des Infanterie-Regiments 10 versetzt und ab 15. Mai 1920 als Kommandeur desselben eingesetzt. In dieser Funktion erfolgte am 16. Juni 1920 die Beförderung zum Oberst. Am 1. Januar 1921 übernahm er als solcher das Infanterie-Regiment 8. Man versetzte Forstner am 6. Juni 1922 nach Glatz, wo er bis 30. Juni 1922 als Kommandant fungierte. Anschließend kam er in den Stab des Gruppenkommandos 1 nach Berlin, wurde am 16. Juli 1923 Generalmajor und als solcher am 1. Oktober 1923 Infanterieführer VI der 6. Division in Hannover. Dort beförderte man ihn am 1. Oktober 1926 zum Generalleutnant. Forstner schied am 31. März 1927 aus dem aktiven Dienst und wurde in den Ruhestand versetzt.
Am 27. August 1939, dem sogenannten Tannenbergtag, erhielt er den Charakter als General der Infanterie verliehen. Forstner war Ehrenritter im Johanniterorden.

### Familie
Am 17. Februar 1908 heiratete Forstner in Berlin Elsbeth von Busse (1883–1918), Tochter der Elsbeth von Rathenow und des Landrats Richard von Busse-Bischdorf. Aus der Ehe gingen die späteren Marineoffiziere und U-Boot-Kommandanten Siegfried von Forstner (1910–1943), von U 402, und Wolfgang-Friedrich Freiherr von Forstner (1916–1999), sowie Wolf-Friedrichs Zwillingsschwester (1916–1918) hervor. Nach dem Tod von Elsbeth im Jahre 1919 verheiratete er sich mit Margarethe E. M. von Minckwitz (1892–1977), Tochter des Forstmeisters Heinrich von Minckwitz und der Helene von Ploetz. Aus dieser Ehe gingen die zwei Söhne Hans Dietrich und Götz hervor, die beide als Offizier im Zweiten Weltkrieg fielen.

## Auszeichnungen
- Eisernes Kreuz (1914) II. und I. Klasse[4]
- Ritterkreuz des Königlichen Hausordens von Hohenzollern mit Schwertern[4]
- Pour le Mérite mit Eichenlaub[4]
  - Pour le Mérite am 31. Oktober 1917
  - Eichenlaub am 7. Juni 1918
- Roter Adlerorden IV. Klasse[4]
- Kronenorden IV. Klasse[4]
- Ehrenritter des Johanniterordens[4]
- Preußisches Dienstauszeichnungskreuz[4]
- Bayerischer Militärverdienstorden IV. Klasse mit Schwertern und mit Krone[4]
- Ritterkreuz des Militär-Karl-Friedrich-Verdienstordens[4]
- Ritterkreuz II. Klasse des Ordens vom Zähringer Löwen[4]